# Vu de l'extérieur
Vu de l'extérieur è l'undicesimo album discografico in studio del cantautore francese Serge Gainsbourg, pubblicato nel 1973. È un concept album incentrato sul tema dell'ano.

## Tracce
Testo e musica di Serge Gainsbourg (tutte le tracce).
1. Je suis venu te dire que je m'en vais - 3:23
2. Vu de l'extérieur - 3:40
3. Panpan cucul - 2:41
4. Par hasard et pas rasé - 2:28
5. Des vents des pets des poums - 2:55
6. Titicaca - 2:57
7. Pamela Popo - 2:24
8. La poupée qui fait - 3:01
9. L'hippopodame - 1:45
10. Sensuelle et sans suite - 3:01

## Formazione
- Serge Gainsbourg - paroliere, musica, voce, arrangiamenti
- Alan Parker - chitarra acustica, chitarra solista
- Judd Proctor - chitarra acustica
- Brian Odgers - basso
- David Richmond - basso
- Dougie Wright - batteria
- Alan Hawkshaw - tastiere, piano, organo
- Chris Karan - percussioni